# Los Angeles Raiders 1989
La stagione 1989 dei Los Angeles Raiders è stata la 20ª della franchigia nella National Football League, la 30ª complessiva e la ottava di tredici a Los Angeles. Dopo tre sconfitte consecutive, Art Shell sostituì Mike Shanahan come capo-allenatore nel quinto turno, diventando il primo allenatore afroamericano nella NFL da Fritz Pollard con gli Akron Pros nel 1921. Il club terminò con un record di 8–8. Nella gara di pre-stagione contro gli Houston Oilers, i Raiders disputarono la loro prima partita a Oakland dal loro trasferimento a Los Angeles nel 1982, prima di farvi ritorno in pianta stabile nel 1995.

## Scelte nel Draft 1989
| Scelte dei Raiders nel Draft 1989 |        |                 |       |                    |
| Giro                              | Scelta | Giocatore       | Ruolo | College            |
| 6                                 | 140    | Jeff Francis    | QB    | Tennessee          |
| 6                                 | 156    | Doug Lloyd      | RB    | North Dakota State |
| 8                                 | 205    | Derrick Gainer  | RB    | Florida A&M        |
| 9                                 | 235    | Gary Gooden     | DB    | Indiana            |
| 10                                | 262    | Charles Jackson | DT    | Jackson State      |

## Calendario
| Stagione regolare |                        |           |
| Turno             | Avversario             | Risultato |
| 1                 | San Diego Chargers     | V 40–14   |
| 2                 | at Kansas City Chiefs  | S 24–19   |
| 3                 | at Denver Broncos      | S 31–21   |
| 4                 | Seattle Seahawks       | S 24–20   |
| 5                 | at New York Jets       | V 14–7    |
| 6                 | Kansas City Chiefs     | V 20–14   |
| 7                 | at Philadelphia Eagles | S 10–7    |
| 8                 | Washington Redskins    | V 37–24   |
| 9                 | Cincinnati Bengals     | V 28–7    |
| 10                | at San Diego Chargers  | S 14–12   |
| 11                | at Houston Oilers      | S 23–7    |
| 12                | New England Patriots   | V 24–21   |
| 13                | Denver Broncos         | V 16–13   |
| 14                | Phoenix Cardinals      | V 16–14   |
| 15                | at Seattle Seahawks    | S 23–17   |
| 16                | at New York Giants     | S 34–17   |

## Classifiche
| AFC West Division   |    |    |   |      |     |       |     |     |     |
|                     | V  | S  | P | %    | DIV | CONF  | PF  | PS  | STR |
| Denver Broncos(1)   | 11 | 5  | 0 | .688 | 6–2 | 9–3   | 362 | 226 | S1  |
| Kansas City Chiefs  | 8  | 7  | 1 | .531 | 3–5 | 6–7–1 | 318 | 286 | V1  |
| Los Angeles Raiders | 8  | 8  | 0 | .500 | 3–5 | 6–6   | 315 | 297 | S2  |
| Seattle Seahawks    | 7  | 9  | 0 | .438 | 4–4 | 7–5   | 241 | 327 | S1  |
| San Diego Chargers  | 6  | 10 | 0 | .375 | 4–4 | 4–8   | 266 | 290 | V2  |